# You and I (박봄의 노래)
《You and I》는 2NE1의 멤버 박봄이 발매한 디지털 싱글이다. 2009년 10월 28일에 발매되었고 2NE1의 앨범 "To Anyone"에 수록되었다. 이 노래는 대한민국에서 인기가 있었다. 국내에서 400만 개 이상의 디지털 다운로드가 판매되어 앨범 베스트 셀러 싱글이 되었다고 주장했다.

## 트랙 리스트
디지털 다운로드
1. "You and I" ― 3:54